# Victor Vasarely
(Victor Vasarely)
Victor Vasarely (Pécs, 9 aprile 1906 – Parigi, 15 marzo 1997) è stato un pittore e grafico ungherese naturalizzato francese.
È stato il fondatore del movimento artistico dell'Op art, sviluppatosi negli anni '60 e '70 e, insieme a Bridget Riley, il principale esponente.

## Biografia

### Il giovane Vasarely
Qui un'espozione del 1977 a Aix-en-Provence e a Marsiglia nel 1971 (ultima foto).
Vasarely trascorre l'infanzia nel suo paese natale, e a 12 anni manifesta le sue precoci tendenze artistiche con il quadro Bergère, un paesaggio. Nel 1925 si diploma e, incitato dal padre, studia all'università prima medicina, poi lettere. Nel 1927 compie il passo definitivo iscrivendosi all'Accademia artistica privata Podolini-Wolkmann. Lui aveva già un'ottima predisposizione al disegno, e la formazione artistica tradizionale (va detto che la interpretava già a modo suo) perfezionò la sua abilità. Quando termina l'istruzione artistica, il giovane Vasarely crea manifesti pubblicitari, numerosi studi di prossimi quadri (poi realizzati) e piccoli dipinti.

### Il Műhely
Nel 1929 Vasarely si trasferisce al Műhely, una scuola da lui definita "il Bauhaus ungherese", fondata nel 1927 da Sándor Bortnyik, un ex professore di quest'ultima. Potremmo dire che Bortnyik "ha scoperto" Vasarely. Qui al pittore viene descritta l'arte senza bisogno di forma, senza bisogno di qualche aggancio con la realtà, ma che si propone di figurare ciò che non può essere rappresentato normalmente. In questo periodo riconosciamo un cambiamento nell'arte di Vasarely: fa molta più attenzione alla composizione geometrica dell'opera.

### Parigi
Nel 1930, dopo aver transitato per breve tempo attorno al De Stijl, si trasferisce a Parigi, il centro dell'arte di quell'epoca. Lì sposa Claire, conosciuta al Mühely. Nel 1931 nasce il suo primo figlio André, e Vasarely pensa di fondare una scuola simile al Bauhaus. Nel 1934 nasce il figlio Jean-Pierre, noto poi come Yvaral. Fino al 1939 si dedica completamente al suo lavoro di artista pubblicitario. Intanto continua (senza né esporre né mostrare i suoi quadri) a studiare, sperimentando gli effetti ottici nella grafica, creando singolari rappresentazioni di zebre ed altri animali con contrasti tra il bianco e il nero. Nel 1940 conosce Denise René, una gallerista francese interessata all'arte cinetica. Nel medesimo anno muore Paul Klee e negli anni successivi (tra il 1942 e il 1944) Vasarely crea opere ispirandosi a lui e ad altri pittori suoi amici. Nel 1946 espone le sue opere alla galleria Denise René.

### Dal 1947 al periodo Gordes-Cristal
Il 1947 fu un anno particolare per Vasarely: cambiò infatti stile di pittura, iniziando con l'analisi degli astrattismi geometrici (le "forme nelle forme"): sassi, cerchi, quadrati, etc. Dal 1950 si sviluppa la Optical Art, detta Op-Art, e Vasarely si dichiara appartenente a quel movimento, avendo praticato altri studi sulla cinetica del bianco e del nero.
Verso la fine degli anni '40 Vasarely acquista una cascinetta a Gordes. I quadri e le opere di questo periodo sono classificate sotto il periodo Gordes-Cristal, caratterizzato da forme semplificate e pochi colori, soprattutto giallo, verde e nero. Il quadro Pamir (1950) rende questa idea: il quadrato nero in primo piano e gli angoli esposti alle curve del soggetto centrale danno l'effetto che ci siano più piani spaziali sovrapposti in movimento. Il periodo si conclude con il ciclo di opere Hommage à Malevič (realizzati tra il 1952 e il 1958), che appaiono come quadrati, rettangoli e rombi che ruotano su degli assi e sono simmetrici. Quest'opera ebbe due ruoli fondamentali: fu la rappresentazione del linguaggio figurativo svincolato dalla realtà naturale, e divenne un punto di riferimento per gli artisti che partivano dall'osservazione naturale per giungere all'astrazione. Nel 1954 progetta le prime astrazioni architettoniche.

### Optical Art e Mouvement
Nel 1955 Victor Vasarely espone alcuni quadri alla galleria Denise René con una tendenza al cinetismo subalpino insieme a Yaacov Agam, Nicolas Schöffer, Pol Bury, Jesús Rafael Soto, Jean Tinguely, Marcel Duchamp e Alexander Calder. Questa mostra divenne il primo accenno dell'Op art, e prese il nome di: "Le Mouvement" ("Il Movimento"). Quel ciclo di quadri che lo rese famoso a livello internazionale era caratterizzato da un innato senso del movimento, quasi insolito negli altri movimenti pittorici della prima metà del Novecento. Alcuni critici d'arte dell'epoca hanno definito il Mouvement una contrapposizione alla Pop Art di Andy Warhol. Infatti l'Optical Art è una concezione figurativa che affonda le radici in una tradizione di almeno mezzo secolo il cui tratto peculiare è la sempre maggiore aggressività nei confronti dell'occhio dell'osservatore. Seurat e Delaunay ispirarono Vasarely su questa teoria, soprattutto grazie agli studi chimici del Pointillisme. Da questo ha origine la Op Art vera e propria, la cui nascita è stata anche favorita dall'appoggio del critico d'arte Max Imdahl, che la definiva così:
(Max Imdahl, 1967)

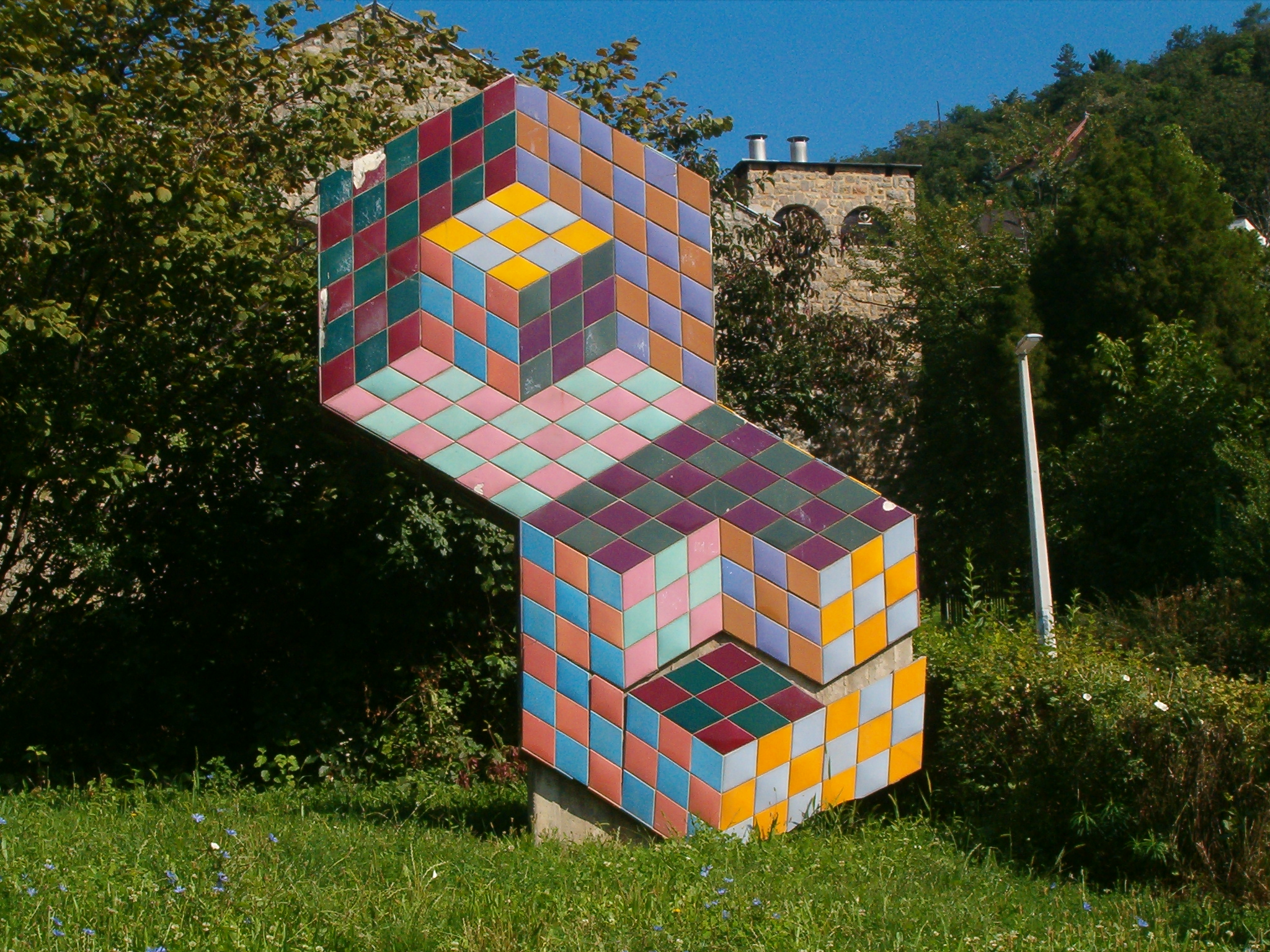
Un'opera di Vasarely a Pécs, in Ungheria

Josef Albers, che fu un'importante fonte di idee per l'Op Art, elaborò la teoria del fatto fattuale e attuale. Questa consisteva una parte fondamentale per la comprensione di un'opera cinetica. Questa teoria sosteneva che l'"attuale" (ciò che l'opera è) era diverso dal "fattuale" (ciò che l'opera ci vuole comunicare, la reazione che il nostro cervello sviluppa dopo l'esposizione visiva). Vasarely, padre ispirato della neonata Op Art, rifletté per più di 5 anni sul come unire al meglio l'opera e colui che la guarda. Al fine coniò la seguente frase, che rappresentava la sua idea di Op Art:
(Victor Vasarely)

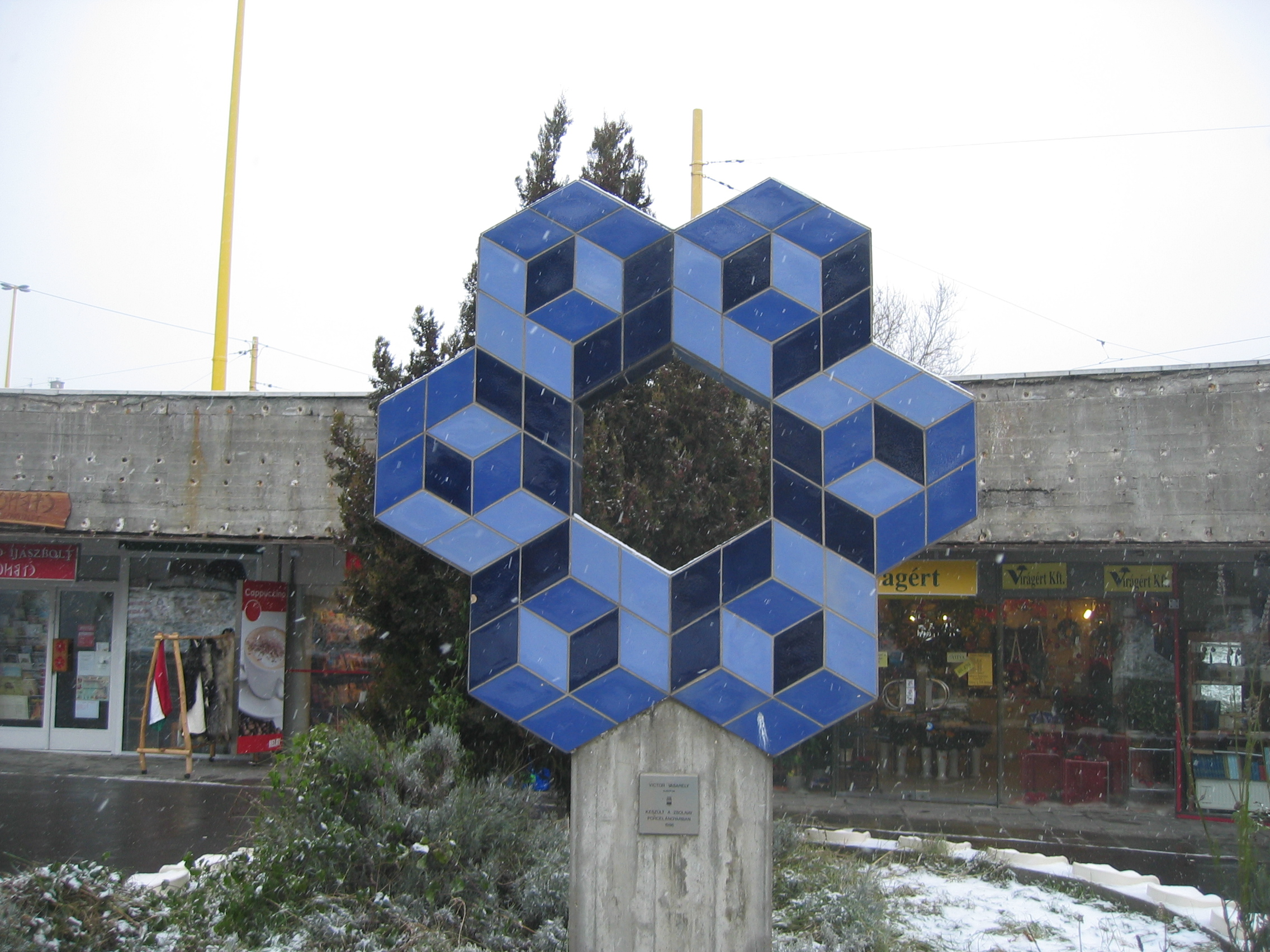
Scultura presso la stazione di Budapest

Vasarely, per la mostra del 1955, scrisse Il Manifesto Giallo, nel quale espone le sue idee riguardanti l'invenzione di un linguaggio cinetico figurativo, basato sulla disposizione e la riproduzione in serie di figure geometriche con colori complementari diversi. Il filosofo francese Jean-Paul Sartre disse che Vasarely era "un artiste engagé", cioè un artista molto attivo sia dal punto di vista creativo che dal punto di vista morale e sociale. La serie di quadri dipinti utilizzando solo il bianco e nero, denominati "Noir et Blanc" si rifanno alla sua teoria esposta nel Manifesto Giallo.

### L'alfabeto plastico
Nel Manifesto Giallo del 1955 Vasarely espresse anche l'idea centrale della sua arte, l'"Unità plastica". Lui la definiva così:
(Victor Vasarely)
Semplificando, il principio dell'unità plastica è l'inserimento di forme una dentro l'altra con colori e sfumature diverse, come per dare un senso di movimento unilaterale alla figura. Nel 1959 ebbe quindi origine il tanto agognato alfabeto plastico, presentato ufficialmente nel 1963, con la serie "Folklore planetario". Le opere si questa serie di quadri sono caratterizzate da una scarsa gamma di sfumature; come composizione Vasarely utilizzò l'allineamento di cromatismi, cioè l'uso di forme incrociate perpendicolarmente di colore dalla più chiara alla più scura (nel caso specifico anche bianco e nero). In alcune opere, questa nuova concezione dell'alfabeto plastico dà l'impressione che ci siano pezzi a incastro che vengono resi chiari o scuri a seconda della luce su di essi proiettata. La teoria di Vasarely sull'alfabeto plastico derivava in parte anche dal fondamento dell'arte astratta, cioè che la bellezza pura e universale è raggiungibile solo con l'armonia delle forme e dei colori elementari.
Addirittura si giunse a sostenere (come alcuni quadri di Vasarely davano anche a credere, tra l'altro) che i quadri di Vasarely costruiti secondo le leggi dell'alfabeto plastico potessero essere una verosimile rappresentazione dello spazio (i più ammirati erano le serie di quadri CTA, Vonal e Vega), cosa che alcuni nomi futuristici dei quadri stessi (intitolati a stelle, es. Cassiopea, o con nomi astronomici) e determinate situazioni dell'epoca non hanno fatto altro che ingrossare.
Gli anni sessanta e settanta sono stati il periodo più produttivo di Vasarely dal punto di vista artistico e culturale. Le due mostre, la prima nel 1965 al MoMA (Museum of Modern Art) di New York intitolata "The Responsive Eye" e la seconda nel 1967, al Musée de l'Art Moderne de la Ville de Paris, con il titolo di "Lumière et Mouvement", non hanno fatto che accrescere la sua fama, conferendogli l'immagine di artista enigmatico, da scoprire fino all'ultima "trasposizione geometrica", come le definiva lui.

### Gli ultimi anni e le integrazioni architettoniche
Nei suoi ultimi anni Vasarely si dedicò soprattutto all'ampliamento dello spettro di forme inseribili unito al rafforzamento della struttura spaziale della geometria e del quadro stesso. Ciò si può visualizzare anche nelle opere con scomposizioni e volumi di prismi in senso verticale e orizzontale. Mentre completa questi studi, ormai anziano, si dedica alla costruzione dei due centri che portano ancora oggi il suo nome: il Centro didattico di Gordes (smantellato nel 1996) e quello di Aix-en-Provence, ancora esistente; oltre ad essi sbizzarrisce la sua vena architettonica, già messa in risalto dal 1954. Le facciate di questi edifici sono molto "artistiche": Vasarely in persona ci lavorò su applicando alcune tra le sue più poderose installazioni e, spesso, gigantografie dei suoi quadri più famosi. Fin dal principio, Vasarely aveva sempre cercato di creare una forma di arte adattabile alla vita urbana e alle trasformazioni della società, indagando con le forme geometriche sull'impressione che il colore ha sulla retina e sui cosiddetti "shock visivi", creati da un caleidoscopio di colori che sbalordiscono perfino il nostro cervello; nelle sue opere vita e arte erano una cosa sola, e non siamo riusciti ancora a capire tutto quello che voleva comunicarci attraverso le sue teorie e le sue opere. Vasarely muore il 15 marzo 1997 a Parigi.

## Vasarely, l'arte del futuro e la sua "filosofia"
Spesso è stato chiesto a Vasarely che cosa pensasse dell'arte del futuro rispetto a quella tradizionale. Egli rispose così:
(Victor Vasarely, 1982)
Con queste parole Vasarely giudicava l'intromissione della tecnologia nel mondo dell'arte (bisogna dire che Vasarely credeva molto nel progresso). Tra quelli che hanno lavorato alla sua ideologia, figura certamente il nome di Max Imdahl, suo amico e critico d'arte. Alla fine, Imdahl è giunto alla conclusione che "un'oculata osservazione dello scritto e dell'opera porta ad una ragionevole comprensione".

## Opere
La produzione di Vasarely è vastissima, sviluppatasi nell'arco di 70 anni, e comprende soprattutto dei cicli di opere. Tuttavia ci sono anche dei dipinti svincolati:
- Bergère, 1918
- Studi Bauhaus, opere introduttive
- Vega
- Folklore Planetario
- Vonal
- CTA
- Alphabet
- Quasar
- Hommage à Malevic
- Hommage à l'Hexagone
- Naissance
- Pamir
- Donan
- Sian
- Zett-Kek
- Ceule - 2 (1951)

## Premi e riconoscimenti
Durante la sua lunga carriera, Vasarely ha ottenuto numerosi riconoscimenti:
- 1964: gli viene conferito il Premio Guggenheim;
- 1965: gli viene conferita la Grande medaglia d’oro della VIII Biennale di San Paolo a pari merito con Alberto Burri;
- 1970: Ordine a Cavaliere della Legion d'Onore Francese;
- Art Critics Prize, Brussels;
- Medaglia d'oro della Triennale di Milano.